# Skynd
Skynd — австралійський індастріал-рок гурт, з Сіднея, створений у 2017 році.
Гурт складається з вокалістки з псевдонімом Skynd і мультиінструменталіста з псевдонімом Father.
У їхній музиці використовується похмура естетика справжнього злочину, пісні значною мірою засновані на історіях страшних смертей і вбивств. Вони випустили пісні на такі теми, як загадкова смерть Елізи Лем (Elisa Lam), ненавмисне вбивство Конрада Роя (Conrad Roy) та масове самогубство в Джонстауні.

## Історія

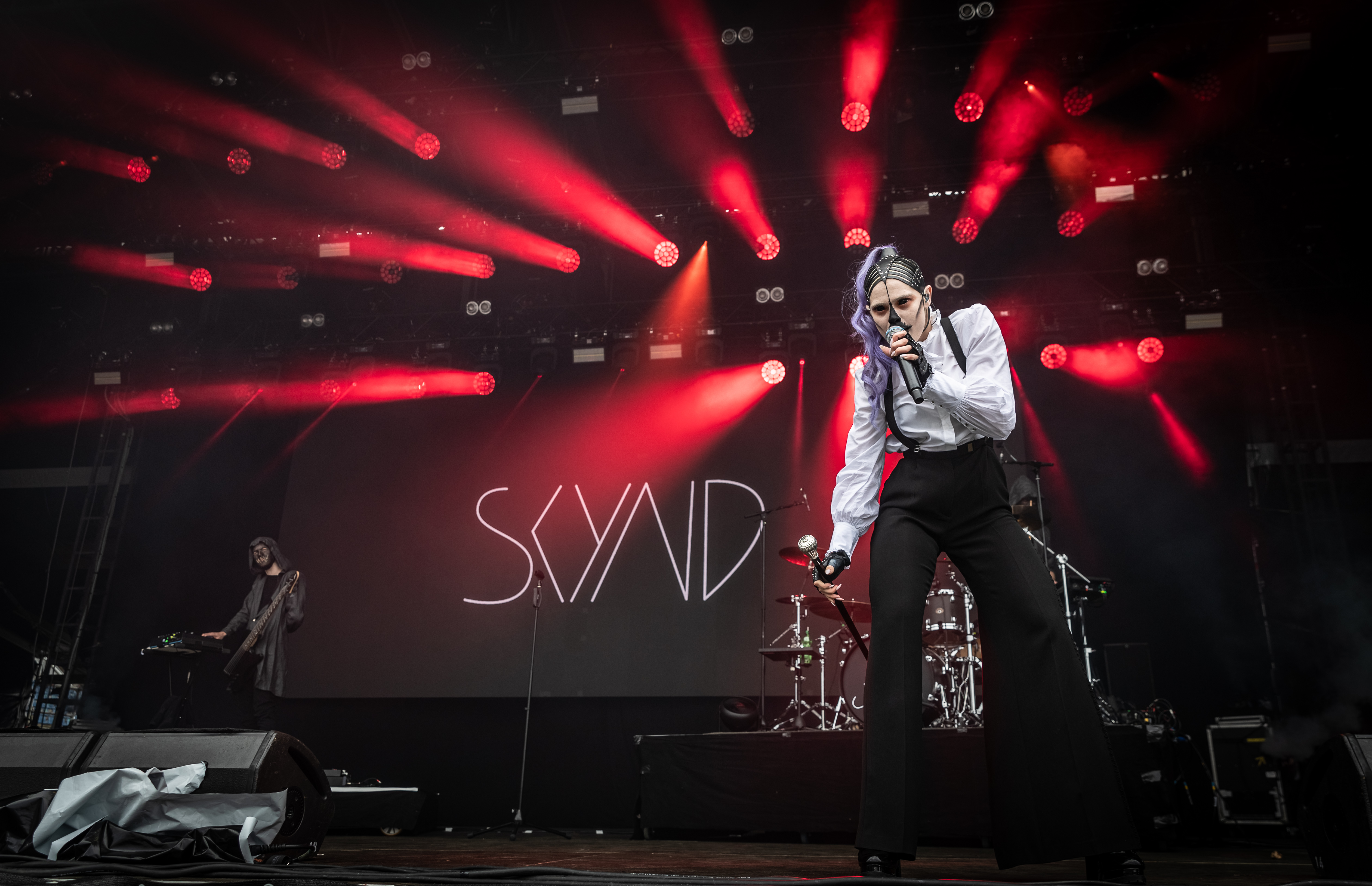
Skynd наживо на Rock am Ring 2022

Skynd відома своїми різноманітними вокальними техніками, від високого співочого голосу до низького співочого голосу і часто з нелюдським елементом.
Примітно, що Джонатан Девіс (Jonathan Davis) з гурту Korn також є фанатом Skynd. Сингл гурту Skynd, «Gary Heidnik», був записаний за участю Джонатана Девіса. Девіс також знявся в музичному кліпі.
Перший виступ Skynd як хедлайнера відбувся в музичному закладі Electrowerkz у 2019 році, зовнішній вигляд Skynd поєднував трупний грим обличчя і вбрання у вікторіанському стилі.
Шанувальників пригощали банками напою Kool-Aid як посилання на пісню Skynd про різанину в Джонстауні. Невдовзі після цього Skynd потрапила до короткого списку фіналістів Heavy Music Awards 2020.
Skynd дала інтерв'ю The Boo Crew в 90 епізоді подкасту Bloody Disgusting, а також Ebony Story з видання Wall of Sound.

## Дискографія

### Мініальбоми
- Chapter I (2018)
- Chapter II (2019)

### Сингли
- «Elisa Lam» (2018)
- «Gary Heidnik» (feat. Jonathan Davis) (2018)
- «Richard Ramirez» (2018)
- «Jim Jones» (2019)
- «Katherine Knight» (2019)
- «Tyler Hadley» (2019)
- «Columbine» (feat. Bill $Aber) (2020)
- «Michelle Carter» (2021)
- «Chris Watts» (2022)
- «Armin Meiwes» (2022)
- «John Wayne Gacy» (2022)
- «Edmund Kemper» (2023)
- «Robert Hansen» (2023)
- «Bianca Devins» (2023)
- «Heaven's Gate» (2024)